# Piece by Piece (album, Katie Melua)
Piece by Piece je druhé studiové album zpěvačky Katie Melua. Produkoval jej Mike Batt a vydalo jej jeho vydavatelství Dramatico dne 26. září 2005. Umístilo se na prvním příčce Britské albové hitparády a na prvních příčkách se dále umístilo v dánské, nizozemské, norské a polské hitparádě. V několika zemích, včetně Spojeného království, Nizozemska a Německa, se stalo multiplatinovým. Kromě autorských písní obsahuje také několik coververzí.

## Seznam skladeb
1. Shy Boy – 3:22
2. Nine Million Bicycles – 3:15
3. Piece by Piece – 3:24
4. Halfway Up the Hindu Kush – 3:06
5. Blues in the Night – 4:12
6. Spider's Web – 3:58
7. Blue Shoes – 4:39
8. On the Road Again – 4:38
9. Thank You Stars – 3:39
10. Just Like Heaven – 3:35
11. I Cried For You – 3:38
12. I Do Believe in Love – 3:00

## Obsazení
- Katie Melua – zpěv, kytara, klavír
- Chris Spedding – kytara
- Jim Cregan – kytara
- Mike Batt – klavír
- Tim Harries – baskytara
- Henry Spinetti – bicí
- Dominic Glover – trubka
- Mike Darcy – housle
- Martin Ditcham – perkuse
- Chris Karan – perkuse
- Paul Jones – harmonika
- Adrian Brett – flétna
- Peter Knight – mandolína
- Craig Pruess – sitár
- The Irish Film Orchestra – orchestr